# Sea Oryx
Sea Oryx je lehký systém protivzdušné obrany krátkého dosahu vyvinutý pro Námořnictvo Čínské republiky. Je založen na raketě země-vzduch TC-1L a je určen k obraně proti protilodním střelám, vrtulníkům a nízko letícím proudovým letounům s pevnými křídly. Uvádí se, že má velkou podobnost s americkým systémem blízké obrany RIM-116 RAM a využívá součásti střely vzduch-vzduch Sky Sword I, která je ve své navalizované verzi označována jako Sea TC-1.

## Vývoj
V roce 2015 byl vystaven koncepční model, střela TC-1 upravená o zobrazovací infračervený vyhledávač, volně rotující ocasní plochy, výkonnější raketový motor a cvičné odpalovací zařízení s osmi nebo šestnácti střelami a senzorem FLIR na levé straně.
V roce 2017 byl vývoj systému dokončen. Byl zvětšen průměr zadní části rakety, aby se do střely vešlo více raketového paliva, a čtyři rolovací ocasní plochy byly nahrazeny osmi menšími, pevnými. Odpalovací zařízení se také vyvinulo do dvou odlišných variant. První varianta je integrována do lodního centrálního řídícího bojového systému (a je na něm také zcela závislá, pokud jde o informace o zaměření) a má kapacitu 24 raket, ale žádné palubní senzory, a druhá autonomní verze, která obsahuje pouze 12 raket, ale má vlastní rotační vyhledávací/sledovací radar a FLIR, podle stejné koncepce jako systém SeaRAM.
V roce 2021 byl systém Sea Oryx testován na palubě tchajwanské tankové výsadkové lodi Kao Hsiung.

## Varianty

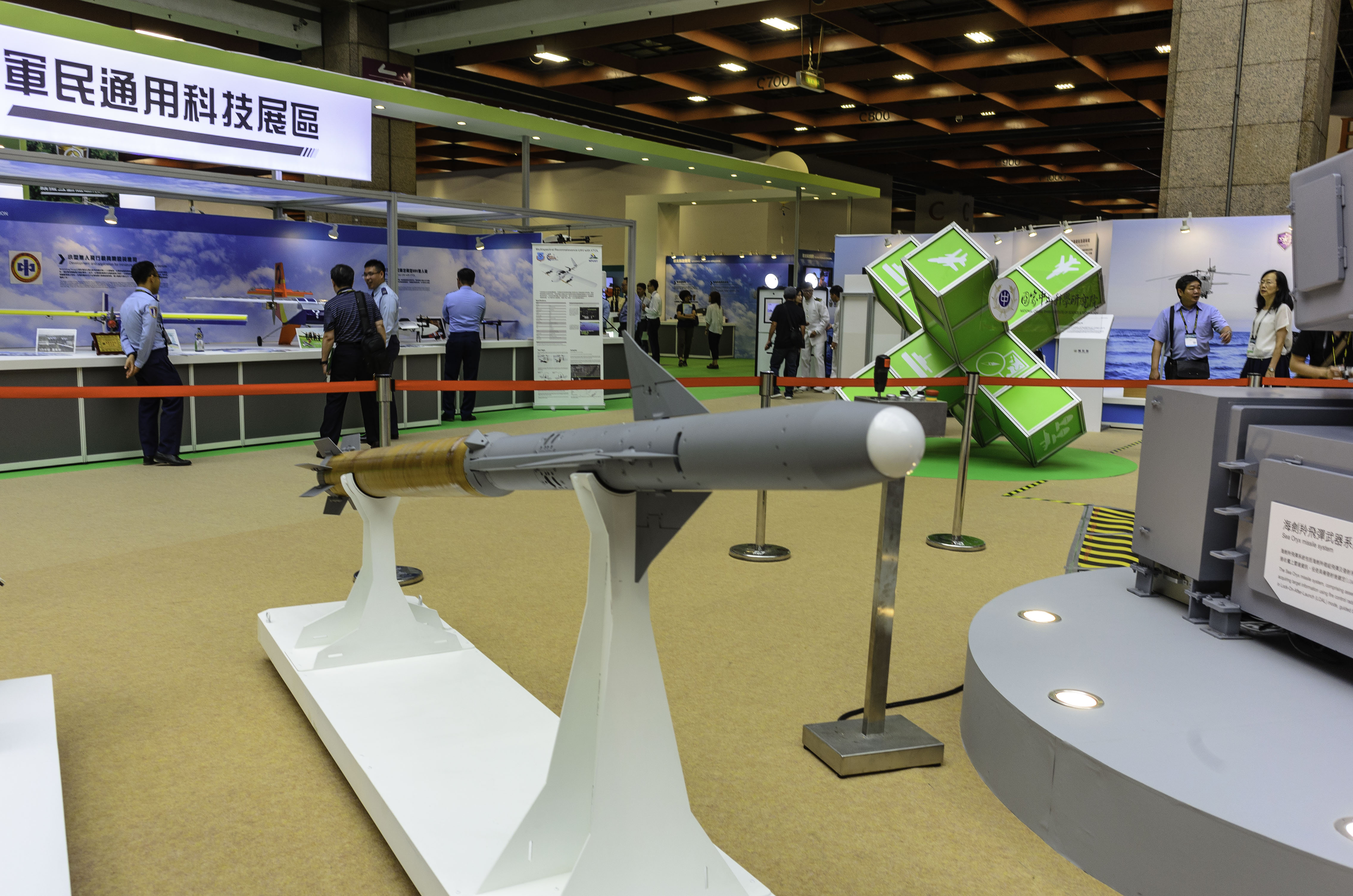
Střela systému Sea Oryx

### Pozemní varianta
Během výstavy letecké a obranné techniky v Tchaj-peji v roce 2019 představila společnost NCSIST koncepční video, které ukazuje systém Sea Oryx namontovaný na nákladním automobilu, který brání tchajwanský radar včasného varování AN/FPS-115 PAVE PAWS před útokem čínských řízených střel.